# Granman

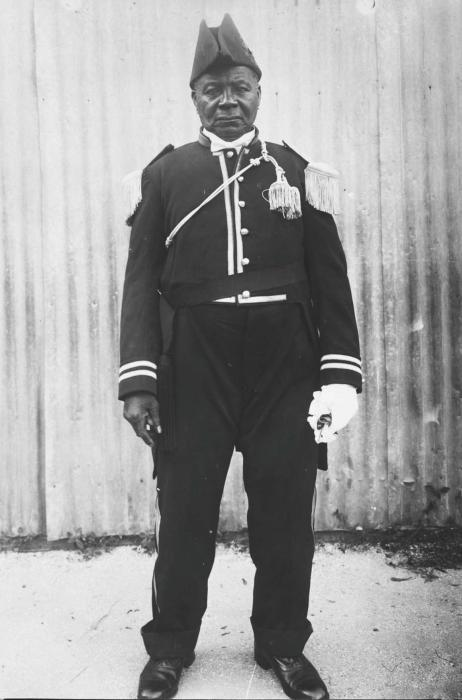
Granman Atudendu

Granman, ook wel gaanman of gaama, is het opperhoofd voor marrons en in sommige gevallen van inheemse Surinamers. Elke stam heeft een eigen granman. De granman wordt in principe gekozen uit dezelfde lo (een lo is een bundeling van groepen mensen met eenzelfde of van verschillende matrilineaire afstamming). Het woord komt voor in zowel het Aukaans (granman), het Saramaccaans (gaama), het Paramaccaans, het Matawai en het Aluku als het Kwinti. Ook in het Sranan en het Nederlands spreekt men van granman.

## Autoriteit
Er zijn zes marrongemeenschappen, gaan-lo of nási, in Suriname en Frans-Guyana: Aukaners, Saramaccaners of Saramakaners, Paramaccaners, Matawai, Aluku of Boni en Kwinti. Aan het hoofd van elk van deze zes gaan-lo staat een granman. Hij is "staatshoofd", geestelijk leider, het gezicht en de stem van zijn volk.
De granman vormt samen met lanti (een college van kapiteins en basja's van alle lo uit dezelfde Gaan-lo), het bestuur van een etnische marrongemeenschap. Samen oefenen zij het traditionele gezag uit over het volk. Een kabiteni (kabiten, indien als titel gebruikt) is de leider van een lo, een dorp of leefgemeenschap. Een basia is de assistent van de kabiteni. De granman en lanti worden bij de uitvoering van hun taak bijgestaan door de zogenoemde Bendi-a se man, een afvaardiging van het volk, als adviesraad. De samenstelling van de bedi-a se man kan steeds wisselend zijn. Er kunnen kabiteni en basia worden aangesteld als hedikabiteni (lett.: hoofdkapitein) en hedibasia (lett.: hoofdbasja). De hedikabiteni coördineert de werkzaamheden van de andere kabiteni uit dezelfde Gaan-lo in een regio, terwijl de hedibasia die van de andere basia in zijn dorp.
Het college van kapiteins en basja's wordt soms ook aangeduid met het aantal lo waaruit de gaan-lo bestaat. De Aukaners bijvoorbeeld spreken, ondanks dat zij uit veertien lo bestaan, van Den Tuwalufu, de Twaalf-Lo. Later voegden er zich nog twee andere lo bij. 
In principe zijn de granman en het college van kapiteins en basja's bij de uitoefening van hun gezag over hun volk niet onderworpen aan het nationale gezag, een precaire verhouding die op de proef wordt gesteld bij grensoverschrijdende kwesties. Over alle zaken die een etnische marrongemeenschap aangaan, hebben de granman en het college van kapiteins en basja's beslissingsbevoegdheid. Voor ernstige misdrijven als moord en doodslag worden de autoriteiten in Paramaribo ingeschakeld.
De bijzondere status van de granman komt onder meer tot uitdrukking in de zeer uitgebreide rituelen wanneer hij overlijdt.

## Oudere betekenis
In oudere bronnen komt het woord granman ook voor ter aanduiding van de gouverneur van Suriname, en zelfs ter aanduiding van de Nederlandse koning.